# Puchar Davisa 2007 (strefa euroafrykańska – grupa 4)
Puchar Davisa 2007. Strefa euroafrykańska – grupa 4 – tenisowy turniej grupy IV strefy euroafrykańskiej Pucharu Davisa 2007 odbywał się w dniach 8 – 12 sierpnia w Armenii (wszystkie mecze rozgrywano w Erywaniu). Odbywał się on w ramach formuły Round Robin. Pierwsze cztery zespoły awansowały do Grupy III strefy euroafrykańskiej na rok 2008.

## Grupa A Round Robin
- Armenia 2 – 1 Ruanda
- Czarnogóra 3 – 0 Botswana
- Armenia 2 – 1 Andora
- Ruanda 0 – 3 Czarnogóra
- Czarnogóra 3 – 0 Andora
- Ruanda 1 – 2 Botswana
- Ruanda 0 – 3 Andora
- Armenia 2 – 1 Botswana
- Botswana 2 – 1 Andora
- Armenia 0 – 3 Czarnogóra

## Ostateczna kolejność
1. Czarnogóra
2. Armenia
3. Botswana
4. Andora
5. Ruanda

Do grupy III na rok 2008 awansowały zespoły: Czarnogóry, Armenii, Botswany i Andory.